# EHF Excellence Awards
Die Auszeichnung EHF Excellence Awards, auch: Player of the Year (deutsch: Spieler des Jahres), ist eine von der Europäischen Handballföderation (EHF) erstmals im Jahr 2023 vergebene Ehrung für männliche und weibliche Handballspieler, die in Wettbewerben, an denen die EHF beteiligt ist, besondere Leistungen erbracht haben. 

## Geschichte
Im Jahr 2022 initiierte die EHF die Wahl der „Player of the Year“. Die erstmalige Titelvergabe war für Juni 2023 geplant und fand am 26. Juni 2023 dann unter dem Titel „EHF Excellence Award“ in Wien statt.
Im Juni 2024 wurden 110 weibliche und männliche Spieler aus 22 Nationen für die Preisvergabe 2024 nominiert, am 27. Juni 2024 wurden die Geehrten bekanntgegeben. Die beiden MVP wurden am 14. Dezember 2024 benannt.

## Nominierung
Es sollen jährlich die besten Spieler auf den Positionen Torwart, Außenspieler, Rückraumspieler und Kreisläufer sowie der beste Abwehrspieler, dazu der beste neue Spieler gekürt werden. Aus dieser Auswahl wird der Most Valuable Player (wertvollster Spieler) gewählt. Für die Wahl werden je Position maximal neun Kandidaten ermittelt. In der EHF Champions League soll dazu in jeder Runde ein „Team der Runde“ gewählt werden. Die besten drei Spieler auf jeder Position mit den meisten Nominierungen bis zum Ende des Viertelfinals bilden dann die Kandidatenliste für den „Spieler des Jahres“. Aus den europäischen Wettbewerben für Nationalmannschaften wird jedes Mitglied des All-Star-Teams der Meisterschaft Kandidat für den „Spieler des Jahres“, in den Jahren ohne Europameisterschaft gilt das für die europäischen Teilnehmer an den Weltmeisterschaften der IHF. Hinzu kommen Spieler aus der EHF European League (einer pro Position) sowie aus den Qualifikationsspielen zu den europäischen Wettbewerben für Nationalmannschaften (bis zu drei pro Position) sowie ggf. ein Spieler per Wildcard.
Die Wahl findet getrennt für männliche und weibliche Spieler statt.

## Wahl
Gewählt wird durch Spieler, Trainer, Journalisten und Fans. Die Stimmen jeder Interessengruppe zählen zusammen 25 % der Gesamtstimme. Der wertvollste Spieler (MVP) der Saison, der beste neue Spieler sowie die „Legenden des Handballs“, die in die „Hall of Fame“ aufgenommen werden, werden von einer vom Exekutivkomitee der EHF nominierten Expertengruppe ausgewählt.

### Frauen
| Jahr | Tor           | Außen                                 | Rückraum                                        | Kreis              | Abwehr             | Newcomer       |
| ---- | ------------- | ------------------------------------- | ----------------------------------------------- | ------------------ | ------------------ | -------------- |
| 2023 | Katrine Lunde | Emma Friis Angela Malestein           | Cristina Neagu Henny Reistad Nora Mørk Ana Gros | Vilde Ingstad      | Kathrine Heindahl  | Pauletta Foppa |
| 2024 | Sandra Toft   | Chloé Valentini Viktória Győri-Lukács | Henny Reistad Stine Oftedal Anna Wjachirewa     | Sarah Bouktit      | Line Haugsted      | Petra Simon    |
| 2025 | Katrine Lunde | Chloé Valentini Viktória Győri-Lukács | Henny Reistad Estelle Nze Minko Dione Housheer  | Kari Brattset Dale | Kari Brattset Dale | Mia Emmenegger |

### Männer
| Jahr | Tor           | Außen                        | Rückraum                                      | Kreis            | Abwehr           | Newcomer     |
| ---- | ------------- | ---------------------------- | --------------------------------------------- | ---------------- | ---------------- | ------------ |
| 2023 | Niklas Landin | Timur Dibirow Hans Lindberg  | Simon Pytlick Luc Steins Mathias Gidsel       | Ludovic Fabregas | Thiagus Petrus   | Domen Makuc  |
| 2024 | Emil Nielsen  | Emil Jakobsen Hans Lindberg  | Elohim Prandi Felix Claar Dika Mem            | Ludovic Fabregas | Magnus Saugstrup | Martim Costa |
| 2025 | Emil Nielsen  | Emil Jakobsen Mario Šoštarić | Felix Claar Gísli Kristjánsson Mathias Gidsel | Ludovic Fabregas | Magnus Saugstrup | Ian Barrufet |

### Most Valuable Player
| Jahr | Männer         | Frauen               |
| ---- | -------------- | -------------------- |
| 2023 | Simon Pytlick  | Katrine Lunde        |
| 2024 | Emil Nielsen   | Stine Oftedal Dahmke |
| 2025 | Mathias Gidsel | Henny Reistad        |